# Elisa (2025)
Elisa ist ein Spielfilm von Leonardo Di Costanzo aus dem Jahr 2025. Das Drama stellt eine verurteilte Mörderin in den Mittelpunkt, die sich im Gefängnis dazu entschließt, an den Forschungen eines Kriminologen zu Familienverbrechen teilzunehmen. Die Hauptrollen übernahmen Barbara Ronchi und Roschdy Zem. Die Geschichte wurde von Studien und Gesprächen der Kriminologen Adolfo Ceretti und Lorenzo Natali inspiriert, die beide in einem Essayband veröffentlichten. Die Uraufführung der italienisch-schweizerischen Produktion findet Anfang September 2025 bei den Internationalen Filmfestspielen von Venedig statt.

## Handlung
Elisa Zanetti entstammte einer gewöhnlichen Familie aus der Mittelschicht. Sie sitzt seit zehn Jahren im Gefängnis. Die heute 35-jährige Frau hat ihre ältere Schwester getötet. Deren Leiche hatte sie verbrannt und versteckt. Ein Tatmotiv konnte damals nicht ermittelt werden. Elisa selbst behauptet, dass sie fast keine Erinnerung an das Verbrechen habe. Nach der Tat hüllte sie sich in Schweigen und erzählte nie, was was wirklich geschehen war. Ihre Strafe sitzt sie in der Haftanstalt Moncaldo ab, einem Modellgefängnis mit eigenem Universitätszentrum. Dort erhält Elisa regelmäßig Besuch von ihrem Vater. Er war das einzige Familienmitglied, das ihr immer nahestand.
Eines Tages beschließt Elisa, an den Forschungen des berühmten Kriminologen Alaoui teilzunehmen. Dieser wird als Gastdozent nach Moncaldo eingeladen und hat sich auf Familienverbrechen spezialisiert. In schwierigen und schmerzvollen Gesprächen miteinander beginnt sich Elisa ihm zu öffnen und sich an die Ereignisse von damals zu erinnern. Alaoui ermittelt die Umstände, die zum Mord geführt haben. Elisa wird sich daraufhin ihrer eigenen Schuld erstmals vollständig bewusst und bricht zusammen. Ein erster Schritt zur Erlösung scheint getan.

## Entstehungsgeschichte
Elisa ist der vierte Spielfilm den italienischen Regisseurs Leonardo Di Costanzo, der seine Karriere Anfang der 1990er-Jahre mit Dokumentarfilmarbeiten begann. Zum Projekt inspiriert wurde er durch sein vorangegangenes Werk Ariaferma (2021). Das preisgekrönte Spielfilmdrama erzählte von einer Handvoll Gefangener und Wachen in einem abgelegenen Gefängnis, die auf ihre Versetzung warteten. Mit Elisa habe sich Di Costanzos Schaffen eigenen Angaben zufolge in „eine intimere und beunruhigendere Richtung“ fortgesetzt. Er interessierte sich weniger für „das Verbrechen selbst“, als für „die innere Reise der Täterin“.

“In Elisa versuchte ich, die Komplexität einer Figur zu vermitteln, die zu Schmerz, Kälte, Manipulation und letztlich einem sehr menschlichen Wunsch, gehört zu werden, fähig ist. Ich hoffe, der Film wirft Fragen auf, anstatt Antworten zu geben, und dass er beim Publikum die gleiche ethische und emotionale Desorientierung hervorrufen kann, die meinen Blick beim Schreiben und Regieführen geprägt hat.”

## Veröffentlichung
Die Weltpremiere von Elisa erfolgt am 4. September 2025 im Rahmen des 82. Internationalen Filmfestivals von Venedig. Der Beitrag wurde in den Hauptwettbewerb aufgenommen.
Ein regulärer Kinostart in Italien ist im Verleih von 01 Distribution vorgesehen. Um die weltweiten Verwertungsrechte kümmert sich RAI Cinema International Distribution.

## Auszeichnungen
Leonardo Di Costanzo wurde mit Elisa in den Wettbewerb um den Goldenen Löwen der Filmfestspiele von Venedig eingeladen.